# Langangsfjorden
Langangsfjorden er en fjord i Porsgrunn kommune i Vestfold og Telemark  fylke i Norge. Den er omkring 7  km fra fjorden mellem Siktesøya og Håøya til landsbyen Langangen. Største ø i fjorden er Bukkøya.